# موش‌های قهوه‌ای
موش‌های قهوه‌ای (نام علمی: Scotinomys) نام یک سرده از زیرخانواده سینی‌دندانیان است.

## گونه‌ها
- Alston's brown mouse (Scotinomys teguina)
- Chiriqui brown mouse (Scotinomys xerampelinus)